# Prodi-kommissionen
Prodi-kommissionen var Europa-Kommissionen, der fungerede mellem 1999 og 2004. Den blev ledet af den tidligere italienske premierminister Romano Prodi.

## Historie
Kommissionen tiltrådte 16. september 1999 efter Santer-kommissionen var trådt tilbage efter en skandale som havde skadet institutionens omdømme. Der var fra starten 20 kommissærer. Antallet voksede til 30 efter udvidelsen af Den Europæiske Union i 2004. Det var den sidste kommission, der havde to medlemmer fra hver af de største medlemslande.
Denne kommission oplevede en stigning i magt og indflydelse efter Amsterdam-traktaten. Kommissionsformand Prodi blev i nogle medier beskrevet som værende "EU's første premierminister".
Ud over udvidelsen og Amsterdam-traktaten oplevede Prodi-Kommissionen også undertegnelsen og gennemførelsen af Nice-traktaten samt indgåelsen og undertegnelsen af den europæiske forfatning. I 1999 blev euroen introduceret og i 2002 kom den i kontantform og blev fælles valuta for 12 af EU's 15 medlemslande. Kommissionen blev dog også kritiseret for at være svag, med dårlig kommunikation og for ikke at have nogen indflydelse på trods af store begivenheder som udvidelsen og euroen.
Kommissionen skulle have forladt sit embede 31. oktober 2004, men på grund af modstand fra Europa-Parlamentet mod den foreslåede Barroso-kommission, som skulle efterfølge den, blev den forlænget og forlod først sit embede den 21. november 2004.

## Kommissærer
Da Kommissionen tiltrådte i 1999, var der 20 kommissærer, en fra hver medlemsstat og to fra de 5 største stater (Italien, Frankrig, Tyskland, Spanien og Storbritannien).
I 2004 kom der 15 nye kommissærer, hvoraf 5 erstattede kommissærer, der havde trukket sig inden udløbet af deres mandat, og 10 var fra de nye medlemslande, der tiltrådte det år. De fleste af de nye kommissærer fortsatte i den efterfølgende Barroso-kommission.
Medlemmerne fra de nye stater delte ressortområde med et eksisterende medlem i stedet for at få oprettet nye områder eller have kommissærer (gamle eller nye) uden portefølje.
Den følgende tabel viser antallet af kommissærer efter til deres politiske tilhørsforhold ved Kommissionens start, dem der kom til fra de nye medlemslande, og antallet da kommissionen fratrådte. Farverne er de samme, som bruges i tabellen over kommissærer nedenfor.

### Efter politisk tilhørsforhold
| Politisk tilhørsforhold | 1999 til 2003 | Tiltrådte 4. maj 2004 | November 2004 |
| Socialdemokratisk (PES) | 10            | 0                     | 8             |
| Liberal (ALDE)          | 2             | 2                     | 6             |
| Centrum-højre (EPP-ED)  | 5             | 3                     | 9             |
| Grønne (EGP)            | 1             | 0                     | 1             |
| Partiløse               | 2             | 5                     | 6             |

### Medlemmer fra før udvidelsen
| Ressortområder                                                                      | Kommissær                             | Land           | Parti           |
| ----------------------------------------------------------------------------------- | ------------------------------------- | -------------- | --------------- |
| Formand                                                                             | Romano Prodi                          | Italien        | ID/DL ALDE      |
| Næstformand; Administrativ reform                                                   | Neil Kinnock                          | Storbritannien | Labour PES      |
| Næstformand; Interinstitutionelle relationer og administration, transport og energi | Loyola de Palacio                     | Spanien        | PP EPP          |
| Konkurrence                                                                         | Mario Monti                           | Italien        | partiløs        |
| Landbrug og fiskeri                                                                 | Franz Fischler                        | Østrig         | ÖVP EPP         |
| Virksomhed og informationssamfund                                                   | Erkki Liikanen Indtil 12. juli 2004   | Finland        | SDP PES         |
| Virksomhed og informationssamfund                                                   | Olli Rehn Fra 12. juli 2004           | Finland        | Keskusta ELDR   |
| Det indre marked                                                                    | Frits Bolkestein                      | Holland        | VVD ELDR        |
| Forskning                                                                           | Philippe Busquin Indtil Juli 2004     | Belgien        | PS PES          |
| Forskning                                                                           | Louis Michel Fra juli 2004            | Belgien        | MR ELDR         |
| Udvikling og humanitær bistand                                                      | Poul Nielson                          | Danmark        | SD PES          |
| Udvidelse                                                                           | Günter Verheugen                      | Tyskland       | SPD PES         |
| Eksterne relationer                                                                 | Chris Patten                          | Storbritannien | Konservative ED |
| Handel                                                                              | Pascal Lamy                           | Frankrig       | PS PES          |
| Sundhed og forbrugerbeskyttelse                                                     | David Byrne                           | Irland         | partiløs        |
| Uddannelse og kultur                                                                | Viviane Reding                        | Luxembourg     | CSV EPP         |
| Budget                                                                              | Michaele Schreyer                     | Tyskland       | Grønne EGP      |
| Miljø                                                                               | Margot Wallström                      | Sverige        | SAP PES         |
| Retlige og indre anliggender                                                        | António Vitorino                      | Portugal       | PS PES          |
| Beskæftigelse og sociale anliggender                                                | Anna Diamantopoulou Indtil marts 2004 | Grækenland     | PASOK PES       |
| Beskæftigelse og sociale anliggender                                                | Stavros Dimas Fra marts 2004          | Grækenland     | ND EPP          |
| Regionalpolitik                                                                     | Michel Barnier Indtil april 2004      | Frankrig       | UMP EPP         |
| Regionalpolitik                                                                     | Jacques Barrot Fra april 2004         | Frankrig       | UMP EPP         |
| Økonomiske og monetære anliggender                                                  | Pedro Solbes Indtil 26. april 2004    | Spanien        | PSOE PES        |
| Økonomiske og monetære anliggender                                                  | Joaquín Almunia Fra 26. april 2004    | Spanien        | PSOE PES        |

### Nye kommissærer fra 1. maj 2004
| Ressortområder                     | Kommissær          | Land      | Parti       |
| ---------------------------------- | ------------------ | --------- | ----------- |
| Regionalpolitik                    | Péter Balázs       | Ungarn    | partiløs    |
| Handel                             | Danuta Hübner      | Polen     | partiløs    |
| Økonomiske og monetære anliggender | Siim Kallas        | Estland   | Reform ELDR |
| Udvikling og humanitær bistand     | Joe Borg           | Malta     | PN EPP      |
| Landbrug og fiskeri                | Sandra Kalniete    | Letland   | Enhed EPP   |
| Uddannelse og kultur               | Dalia Grybauskaitė | Litauen   | partiløs    |
| Udvidelse                          | Janez Potočnik     | Slovenien | partiløs    |
| Virksomhed og informationssamfund  | Ján Figeľ          | Slovakiet | KDH EPP     |
| Budget                             | Markos Kyprianou   | Cypern    | DIKO ELDR   |
| Sundhed og forbrugerbeskyttelse    | Pavel Telička      | Tjekkiet  | partiløs    |